# 버스 운전사

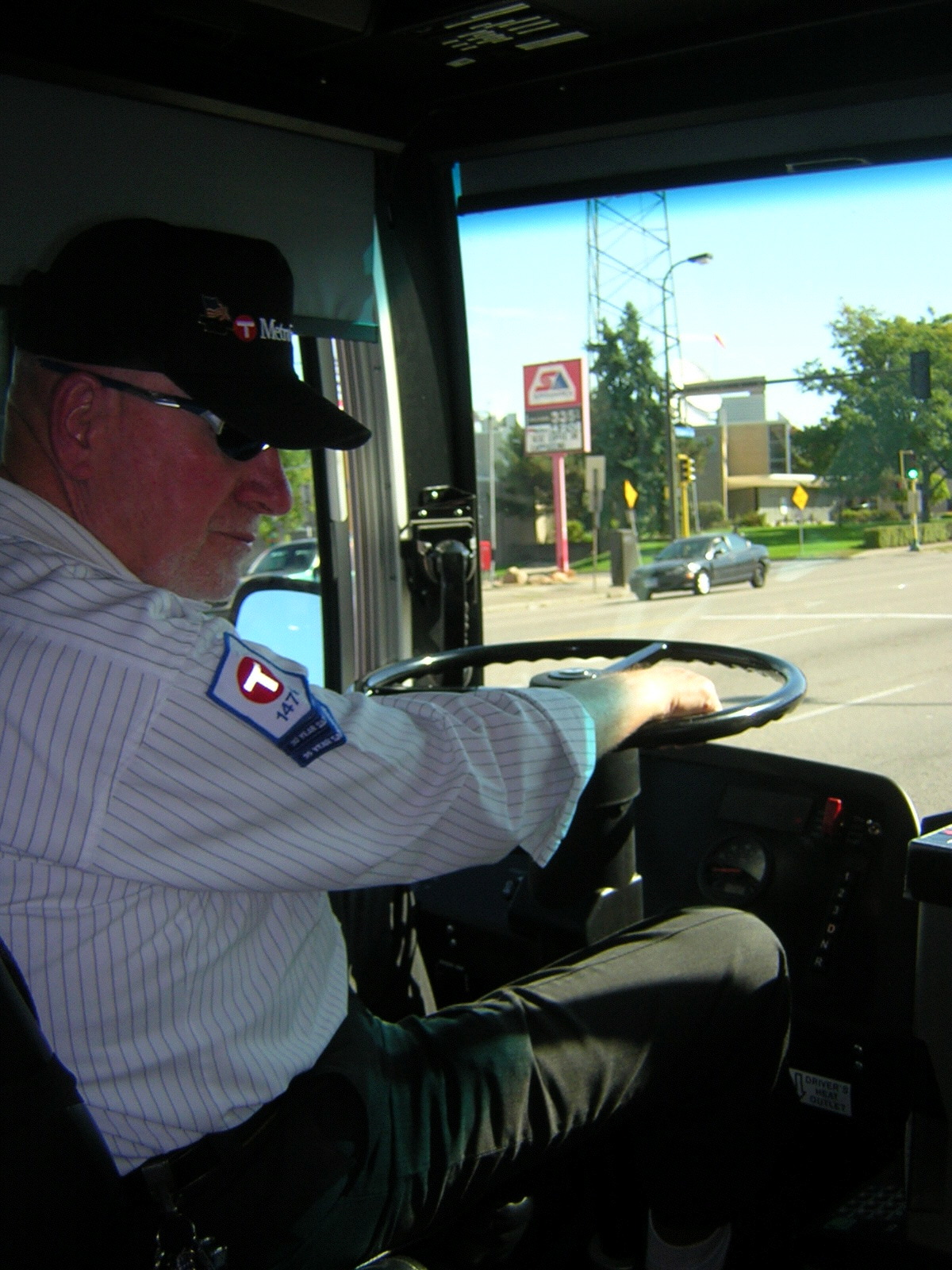
버스 운전사

버스 운전사(Bus 運轉士)는 버스를 전문적으로 운전하는 사람을 의미한다. 대한민국에서는 실제 영업용 버스를 운전하기 위해서 1종 대형면허와 버스운전자격증이 있어야 영업용 버스를 운전할 수 있다.